# János Szathmári
János Szathmári, madžarski rokometaš, * 25. marec 1969, Nádudvar.
Leta 1992 je na poletnih olimpijskih igrah v sestavi madžarske reprezentance osvojil 7. mesto in na poletnih olimpijskih igrah v Atlanti še 4. mesto.